# Matka Boża Wspomożycielka Wiernych
Matka Boża Wspomożycielka Wiernych (łac. Beatae Virginis Mariae Auxilium Christianorum) – tytuł nadawany Matce Bożej, matce Jezusa, który zawiera w sobie wszystkie wezwania, potrzeby i troski wiernych.
Pierwszym, który w historii Kościoła użył słowa „Wspomożycielka”, był św. Efrem, diakon (+ 373), pisał on: „Maryja jest orędowniczką i wspomożycielką dla grzeszników i nieszczęśliwych” natomiast Maryję „nieustanną i potężną Wspomożycielską”  (w podobnym czasie) nazywał św. Grzegorz z Nazjanzu (ok. + 390). Od tego czasu kult ten rozpowszechniał się na cały Kościół katolicki.
W konstytucji dogmatycznej Lumen gentium, sobór watykański II mówi: Dlatego też do Błogosławionej Dziewicy stosuje się w Kościele tytuły: Orędowniczki, Wspomożycielki, Pomocnicy, Pośredniczki (łac. Propterea B. Virgo in Ecclesia titulis  Advocatae, Auxiliatricis, Adiutricis, Mediatricis invocatur). Sobór ten wymienia (nazywa) matkę Jezusa jako Wspomożycielkę.

## Rys historyczny święta Matki Bożej Wspomożycielki

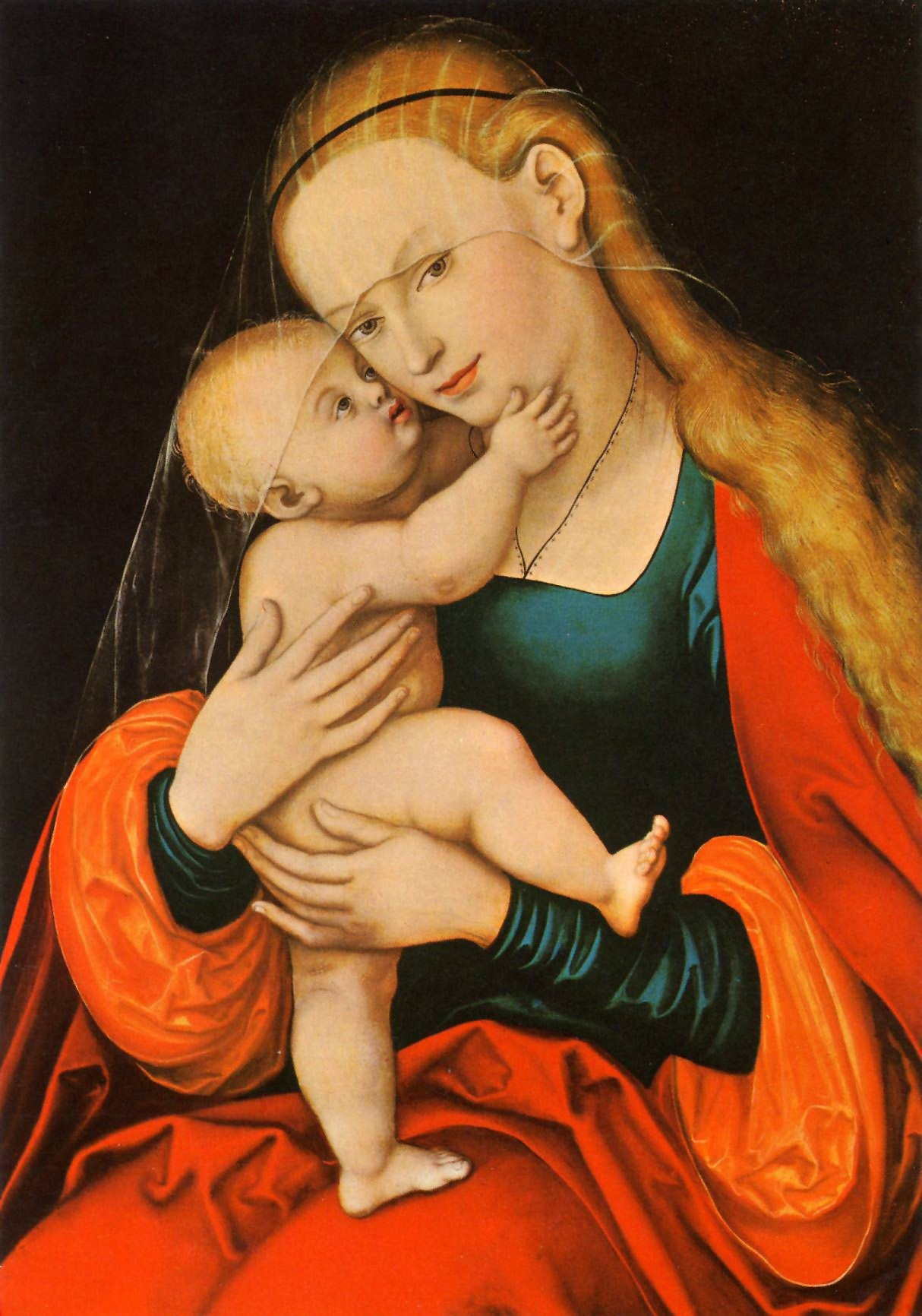
Matka Boża Wspomożycielka, dzieło Lucasa Cranacha Starszego (po 1537)

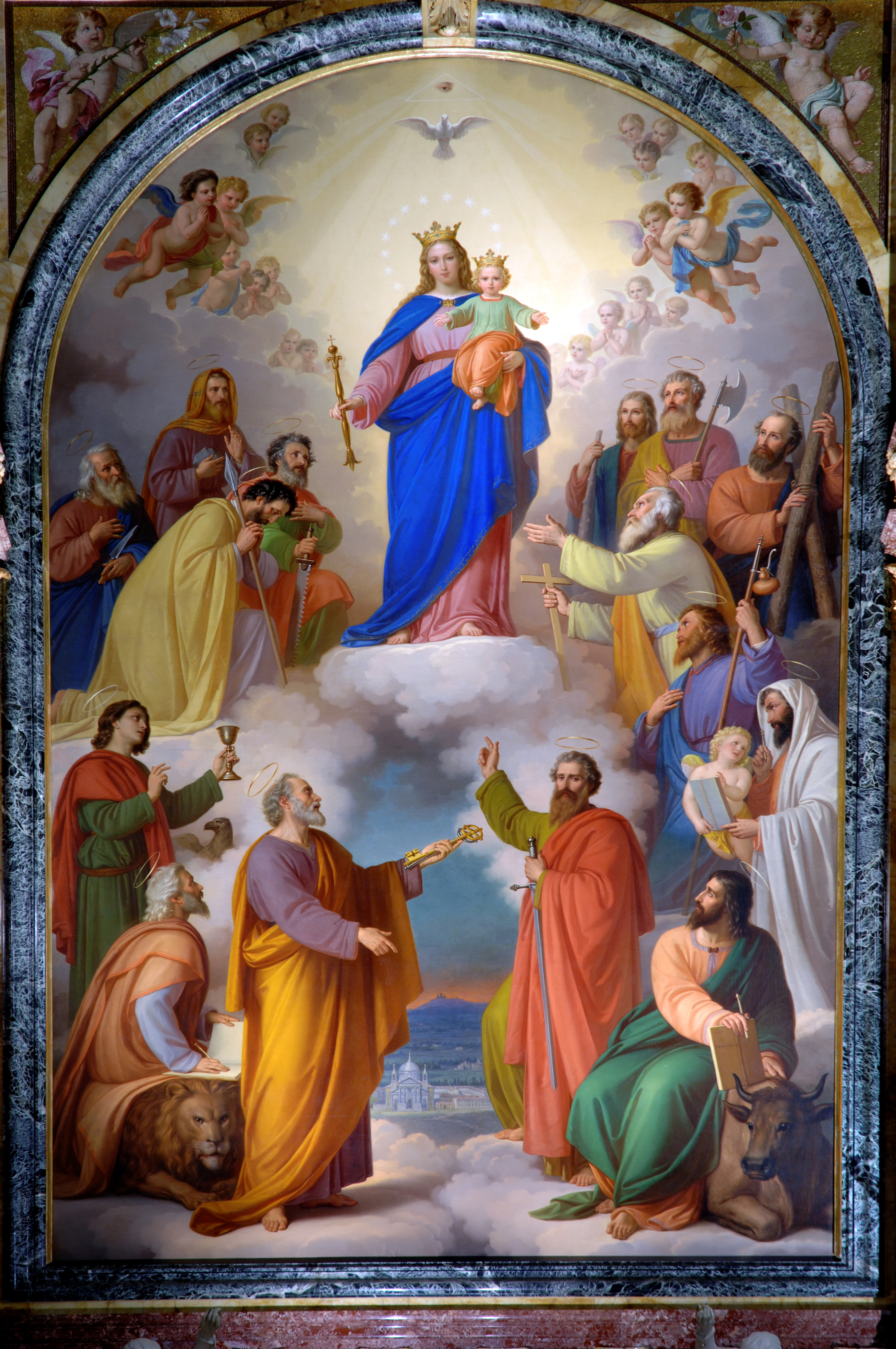
Obraz NMP Wspomożycielki w Turynie, zamówiony przez ks. Bosko u Tomasza Lorenzone, ok. 1867

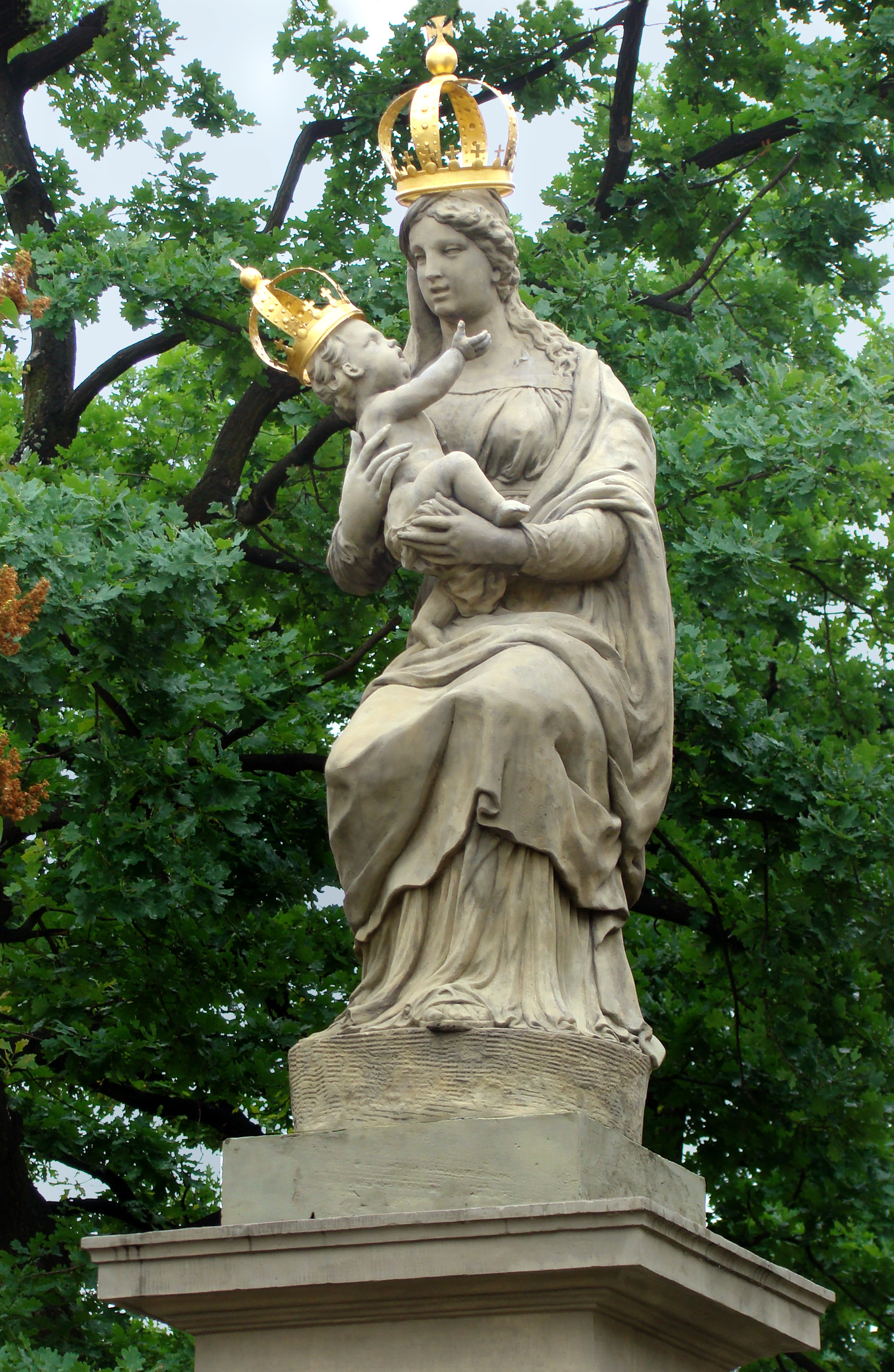
Figura Matki Boskiej Wspomożenia - Passawskiej w Warszawie

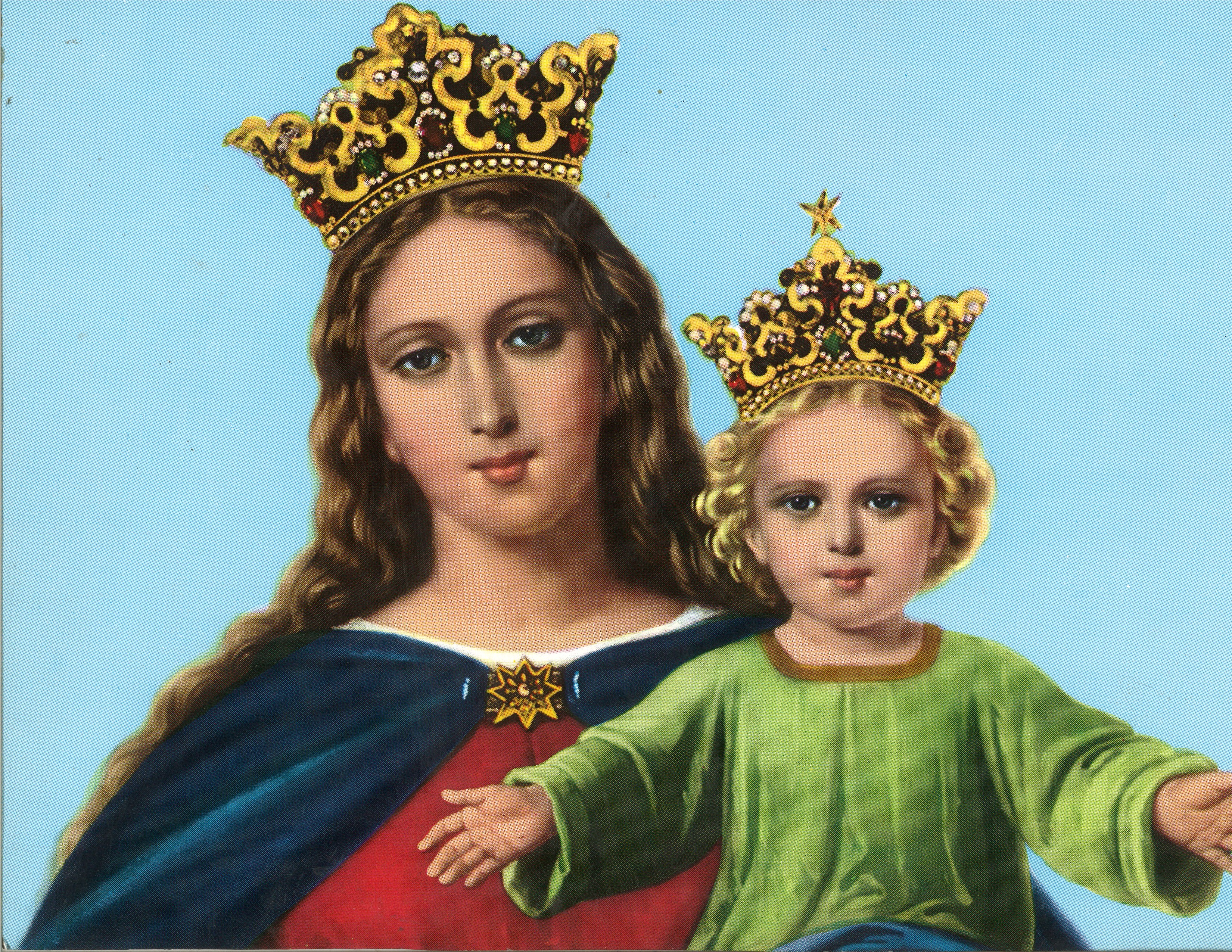
NMP Wspomożycielka - grafika

Święto Najświętszej Maryi Panny Wspomożenia Wiernych ustanowił papież Pius VII (dekretem św. Kongregacji Obrzędów), z dnia 15 września 1815 r., jako wyraz jego wdzięczności Matce Bożej za wyzwolenie z niewoli napoleońskiej w dniu 24 maja 1814 r. po około pięcioletniej nieobecności w Watykanie. Święto to obchodzono na początku w Rzymie i Państwie Kościelnym.
Na ziemiach polskich obchód święta Matki Bożej w tajemnicy Wspomożenia zapoczątkowali kapucyni od 1821 r., którzy otrzymali indult Rzymskiej Kongregacji Rytów zezwalający wprowadzić wspomnienie do zakonnego kalendarza. Od połowy w. XIX nowe święto zaczęto obchodzić w niektórych diecezjach polskich tj.: tarnowskiej – 1848, kielecko-krakowskiej – 1853, janowskiej (podlaskiej) – 1857, sandomierskiej – 1857 i warszawskiej – 1903. Reforma kościelna z lat 1911–1913, przeprowadzona na polecenie papieża św. Piusa X, pominęła to wspomnienie (z 24 maja). Nie uwzględniały je nowe kalendarze diecezjalne i zakonne oprócz zgromadzenia salezjanów (zachowali to święto jako uroczystość głównej patronki) oraz w kościołach gdzie czczona była (pod wezwaniem) Maryja Wspomożenia Wiernych.
W całej Polsce święto to (jako wspomnienie obowiązkowe) obchodzone jest dzięki staraniom kard. Stefana Wyszyńskiego. Episkopat Polski uzyskał na mocy dekretu Kongregacji Obrzędów z dnia 4 grudnia 1958 r. zezwolenie papieskie Jana XXIII na obchód tego święta. W 1962 r. 5 października został zatwierdzony nowy formularz mszalny i brewiarzowy dla tego wspomnienia.

## Wspomnienie liturgiczne
Wspomnienie liturgiczne (obowiązkowe) Najświętszej Maryi Panny Wspomożycielki Wiernych obchodzone jest w Kościele katolickim 24 maja. W zgromadzeniu salezjanów obchodzone jest jako uroczystość.
Święto Maryi Wspomożycielki Kościół prawosławny obchodzi (od XI wieku) 1 października jako święto Opieki lub Wstawiennictwa NMP.

## Kult
Miejscem największego i pierwszego kiedyś kultu Wspomożycielki była Bawaria z pierwszym kościół pod tym samym wezwaniem; wzniesiony został w Pasawie w roku 1624.
7 października 1571 r. chrześcijanie odnieśli zwycięstwo nad flotą turecką w bitwie morskiej pod Lepanto. Na pamiątkę tego zwycięstwa papież św. Pius V włączył do Litanii Loretańskiej nowe wezwanie pn. „Wspomożenie wiernych – módl się za nami”.
Do Polski kult ten przybył z Austrii i Niemiec. Na starych obrazach Madonny z Kalwarii Zebrzydowskiej widnieje napis: Calvaria Zebrzydoviana – Auxilium Christianorum (Kalwaria Zebrzydowska – Wspomożenie Wiernych); we Wrocławiu-Książe obraz Wspomożycielki przedstawiono jako „Madonnę Płaszcza” – typ w dawnych wiekach jako Matka Boska okrywająca płaszczem opieki czcicieli. 
Wielu (świętych) miało szczególne nabożeństwo do Matki Bożej Wspomożycielki Wiernych m.in.: św. Jan Bosko, kard. August Hlond (prymas Polski i salezjanin) oraz jego następca kard. prymas Polski – bł. Stefan Wyszyński a także księża salezjanie.
Największym krzewicielem kultu Maryi w tym tytule był ks. Jan Bosko. W 1864 roku ks. Bosko rozpoczął w Turynie budowę sanktuarium (bazyliki) Najświętszej Maryi Panny Wspomożycielki na Valdocco, gdzie umieszczony jest obraz Wspomożycielki zamówiony u Tomasza Lorenzone przez ks. Bosko, uważany dziś za główny obraz dotyczący tego tytułu. Po wybudowaniu, ks. Bosko zaczął rozpowszechniać medaliki pod tym tytułem od roku 1866. Postać Matki Bożej była na nich wzorowana według obrazu w głównym ołtarzu bazyliki. Ułożył on również nowennę do NMP Wspomożenia Wiernych. Założył on zgromadzenie salezjanów oraz salezjanek.
Matka Boża jako Wspomożycielka Wiernych czczona jest na całym świecie; powstało wiele parafii i sanktuariów (narodowych), które są szczególnymi miejscami kultu Maryi Wspomożycielki:
- na świecie to m.in.: Pasawa, Turyn, Szanghaj (Sheshan), Nairobi, Brezje, Parañaque, Zlaté Hory, Porto Seguro (Arraial d’Ajuda)[11][12][13]
- w Polsce znajdują się m.in.: w Oświęcimiu, Rumi, Twardogórze, Przyłękowie, Jaroszowie, Nawrze, Rogalinku i Różanymstoku[14][15][16][17].

W duchu (typu) św. Jana Bosko powstało (na całym świecie) około 130 sanktuariów poświęconych Matce Bożej w tytule Wspomożenia.
Istnieje wiele modlitw (w tym nowenna, litania i specjalna koronka) oraz pieśni ku czci Maryi Wspomożycielki chrześcijan. W wielu kościołach znajdują się obrazy i figury Matki Bożej, które otrzymały tytuł Wspomożenie Wiernych, niektóre z nich zostały koronowane.

### Arcybractwo NMP Wspomożycielki
Pierwsze bractwo Matki Bożej Wspomożycielki Wiernych powstało przy kościele Matki Bożej w Pasawie, zatwierdzone przez papieża Urbana VIII w 1627 roku. W połowie XVII w. powstaje w Innsbrucku następnie bractwo rozpowszechniło się w Turynie (1690) i w innych miejscach Italii, w Hiszpanii i w Ameryce Łacińskiej. Król Polski Jan III Sobieski, 12 września 1683 r. wygrywa pod Wiedniem z Turkami. Dla uczczenia i podziękowania NMP za to zwycięstwo papież bł. Innocenty XI w 1684 zatwierdza w Monachium (przy kościele św. Piotra) nowe bractwo (następnie arcybractwo). 
Pierwsze w Polsce bractwo Maryi Wspomożenia chrześcijan powstało w Lublinie przy kościele jezuitów. Prawdopodobnie fundatorem bractwa był uczestnik bitwy pod Wiedniem, Atanazy Miączyński (wojewoda wołyński). Na kartach księgi członkowskiej wpisano brewe papieża Innocentego XIII Cum sicut accepimus z dnia 25 września 1722 r. zatwierdzające dla Lublina Confraternitas sub titulo BMV Auxiliatricia. Zawarte w nim statuty są takie same jak z bractwa w Monachium (18 sierpnia 1684). Intronizacja bractwa i obrazu NMP Wspomożenia w Lublinie odbyła się 24 maja 1723 roku. Kolejne bractwa do połowy XVIII w. powstały przy kościołach jezuitów w Kaliszu (11 maja 1732) i w Łucku (4 czerwca 1748) oraz w takich miejscowościach jak Witoszów, Marcinowice, Tyniec Legnicki i Wrocław.

## Patronat
Istnieje wiele kościołów, kaplic, kapliczek w Polsce i na świecie pod wezwaniem Wspomożycielki Wiernych. Matka Boża Wspomożycielka jest patronką m.in. salezjanów i salezjanek, Zgromadzenia Misjonarzy Krwi Chrystusa oraz Sióstr Adoratorek Krwi Chrystusa. Pod wezwaniem i opieką Wspomożycielki istnieją m.in. zgromadzenia i stowarzyszenia: Zgromadzenie Sióstr Najświętszego Imienia Jezus, Stowarzyszenia Maryi Wspomożycielki Wiernych (ADMA) i Misjonarki Maryi Wspomożycielki Wiernych.
Maryja w tytule Wspomożenia jest również patronką: Azji, Australii (od 1844), Chin (1924), Słowenii, stanu Amazonas oraz rolników w Argentynie (od 1949). Papież Benedykt XVI ustanowił w 2007 r. dzień 24 maja (liturgiczne święto Wspomożycielki, patronki tego kraju) Dniem modlitw za Kościół w Chinach.

## Galeria
Obrazy, figury Matki Bożej z tytułem Wspomożycielka Wiernych.

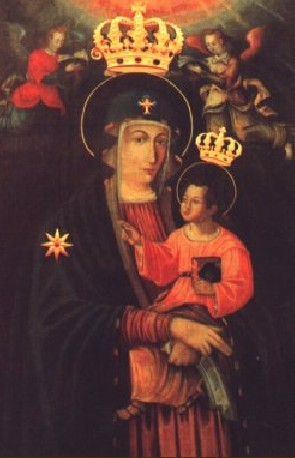
Obraz Matki Bożej Wspomożenia w Skwierzynie
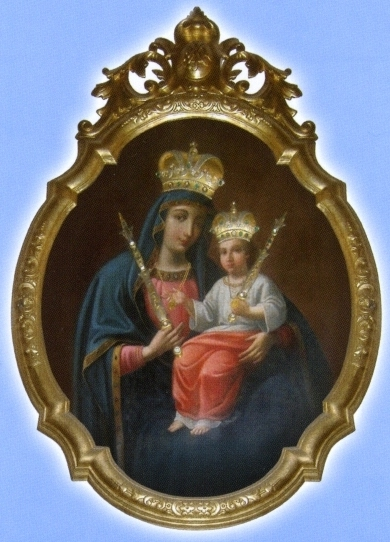
Obraz Wspomożycielki z Prudnika
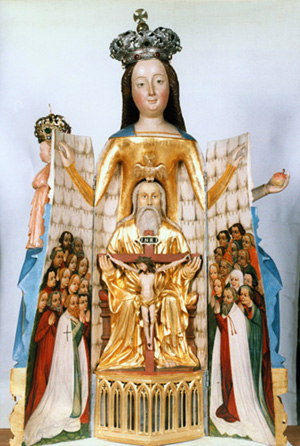
Figura Matki Boskiej jako Wspomożycielki w Sejnach
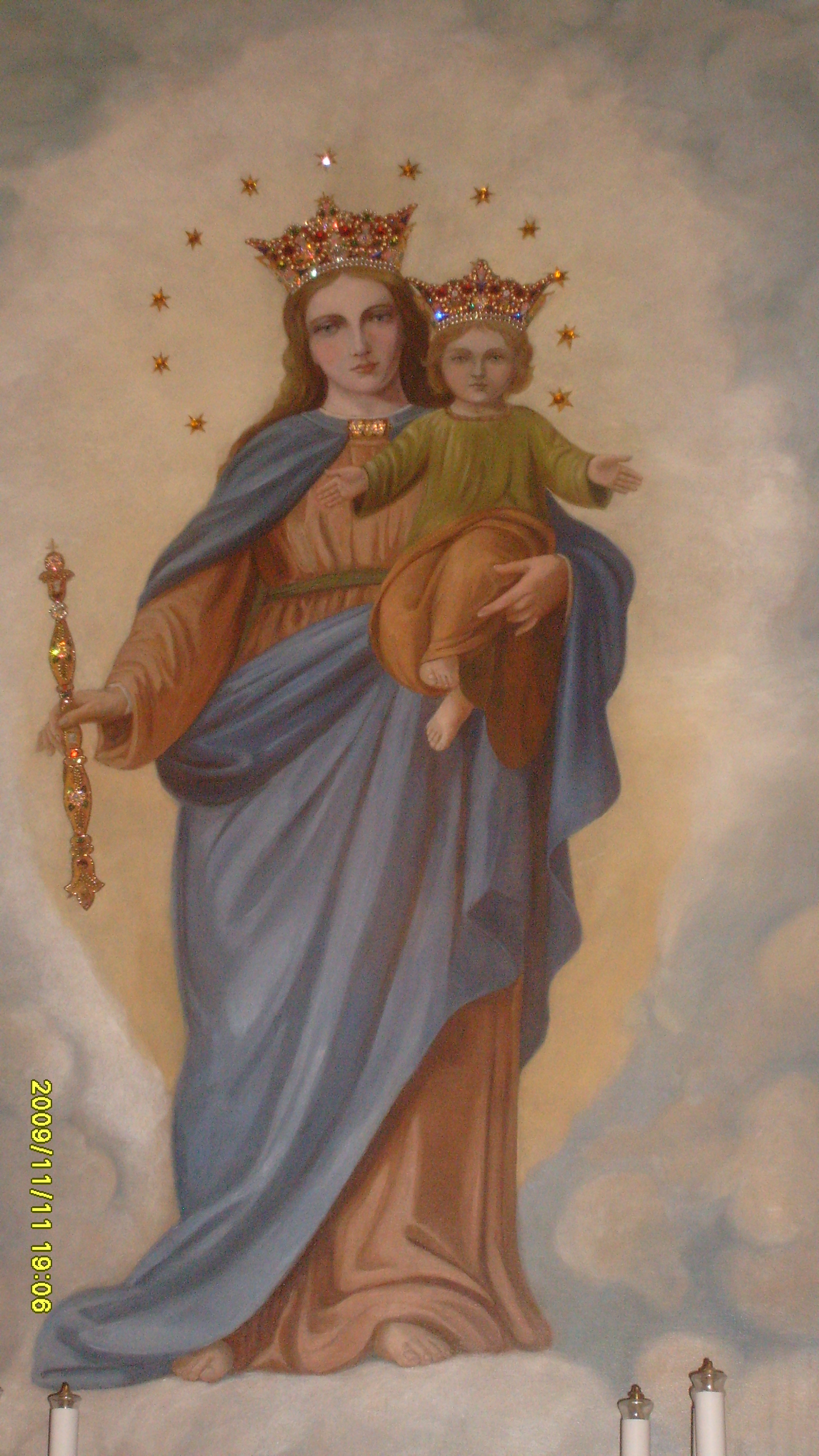
Obraz NMP Wspomożenia w Tuszowie Narodowym
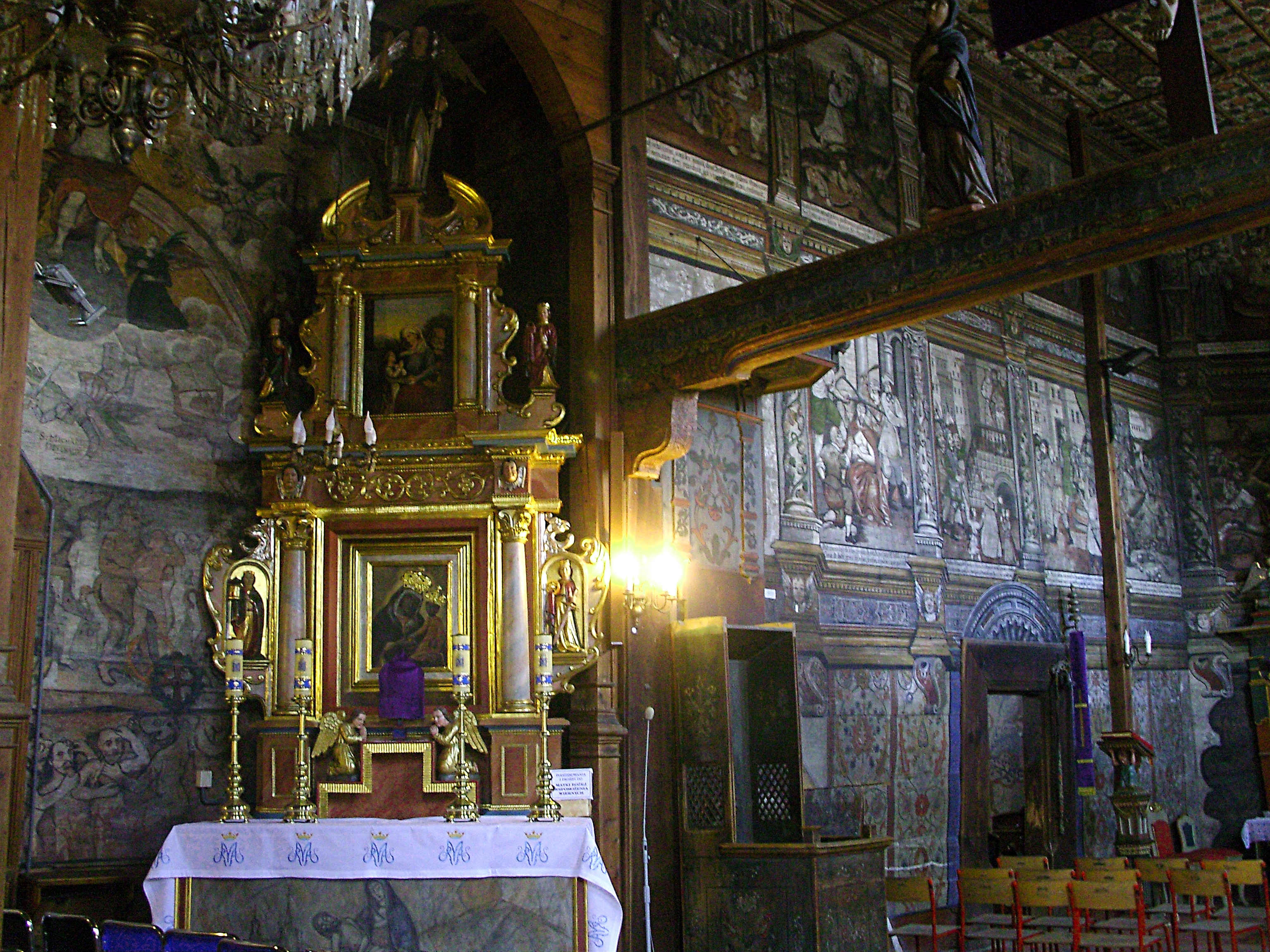
Ołtarz (obraz) MB Binarowskiej Wspomożenia - Binarowa
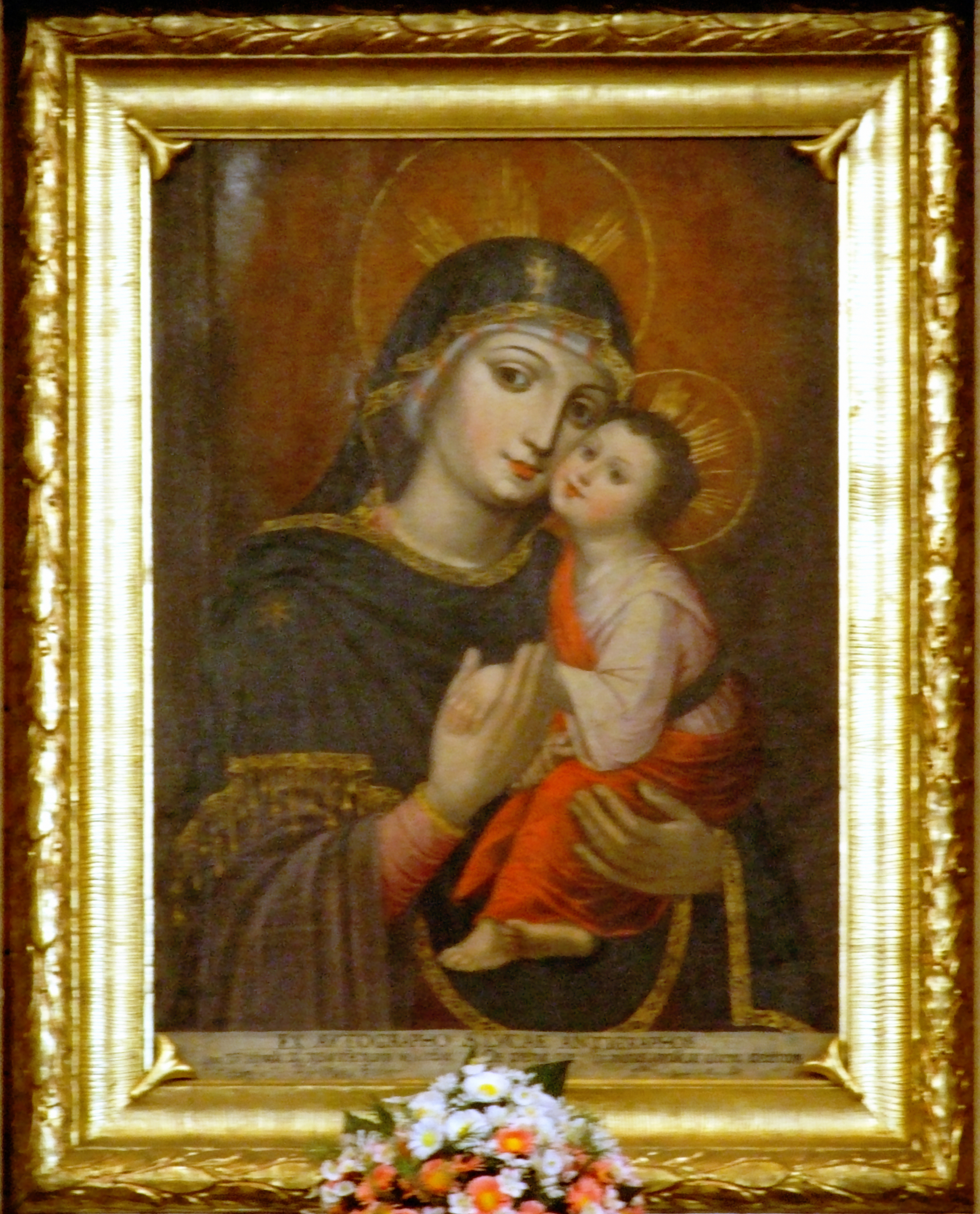
NMP Wspomożycielka (Pani z Wyspy) z Węglewa
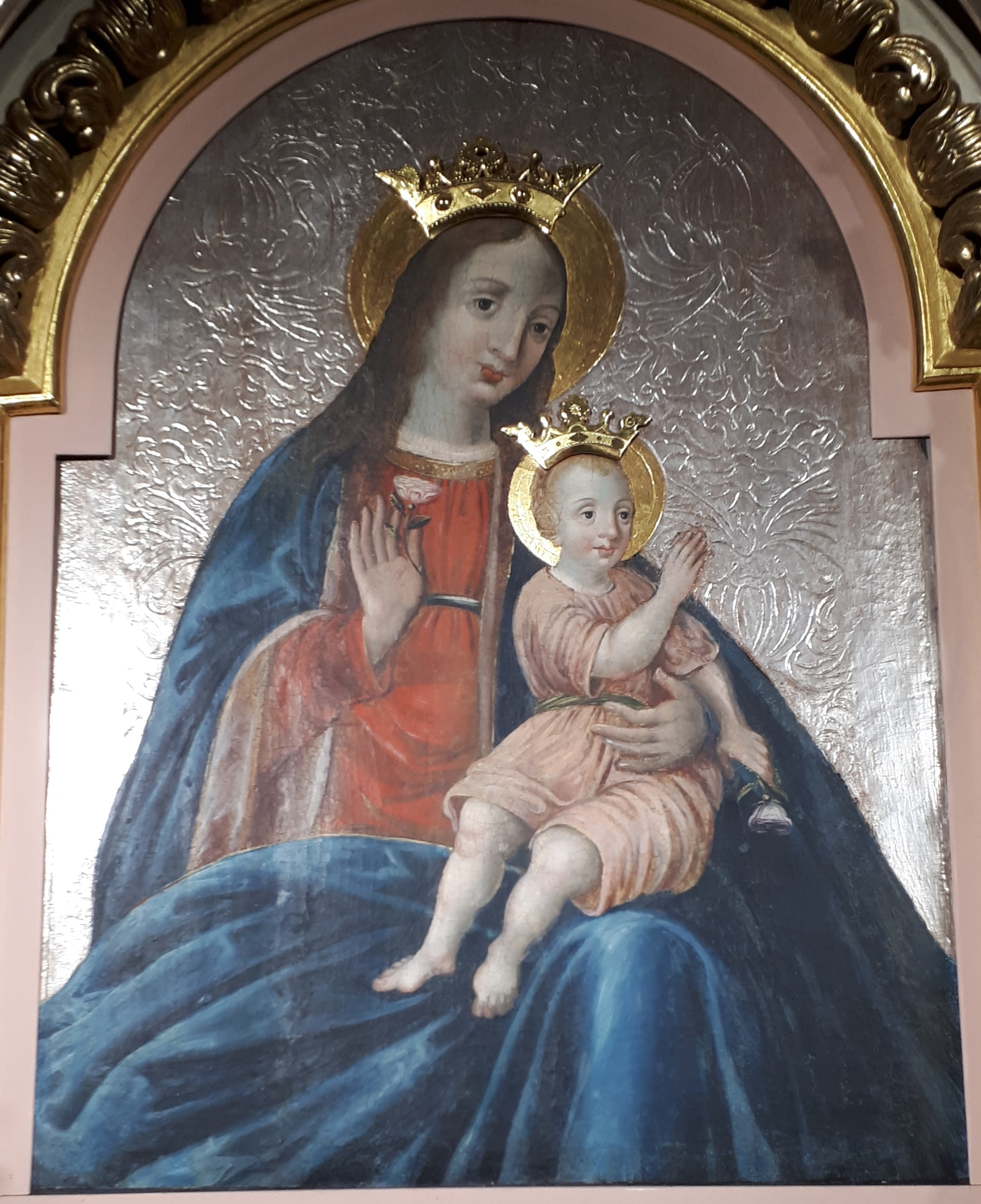
Obraz Matki Bożej Wspomożycielki z kościoła w Polnej
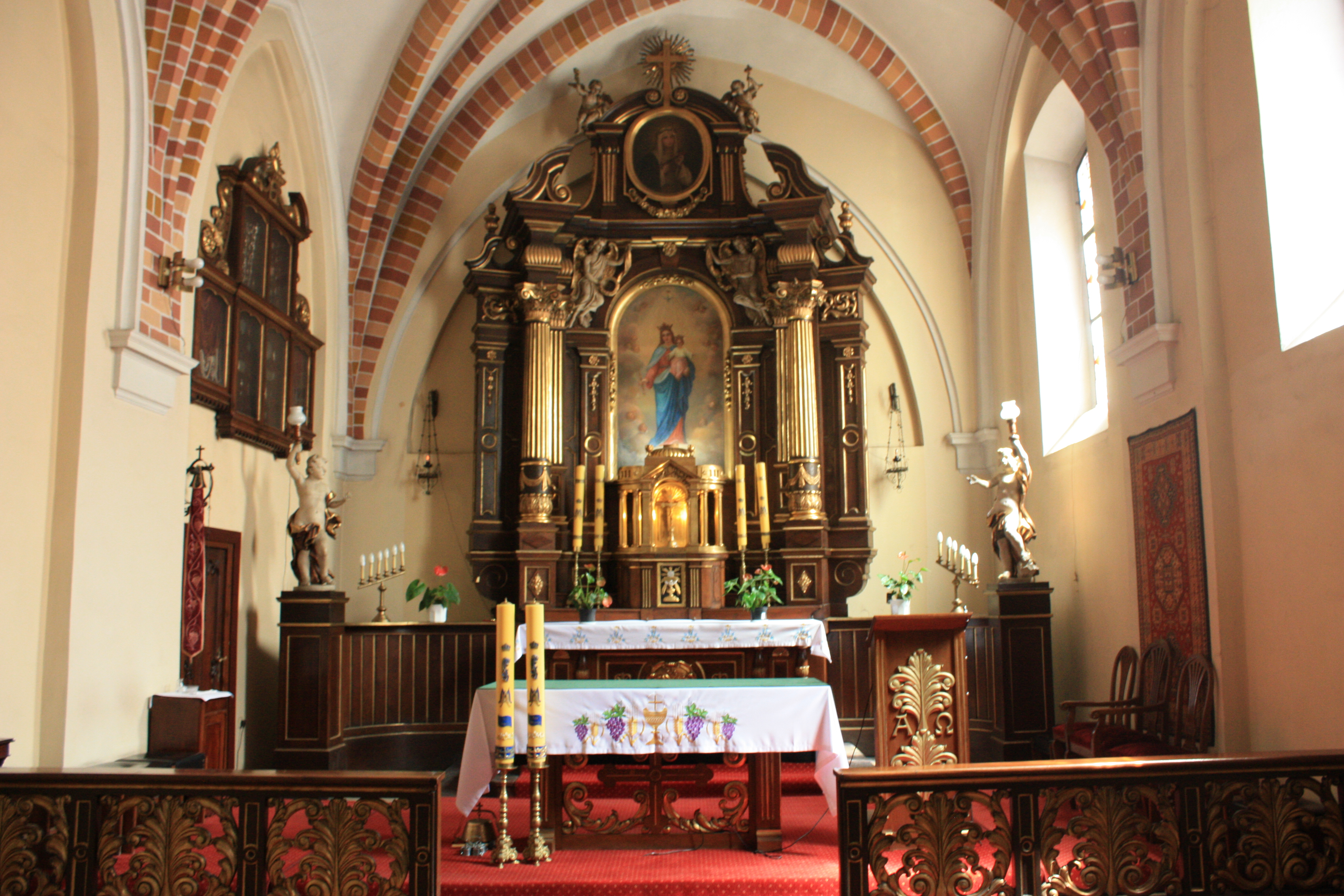
Ołtarz główny z obrazem NMP w Poznaniu
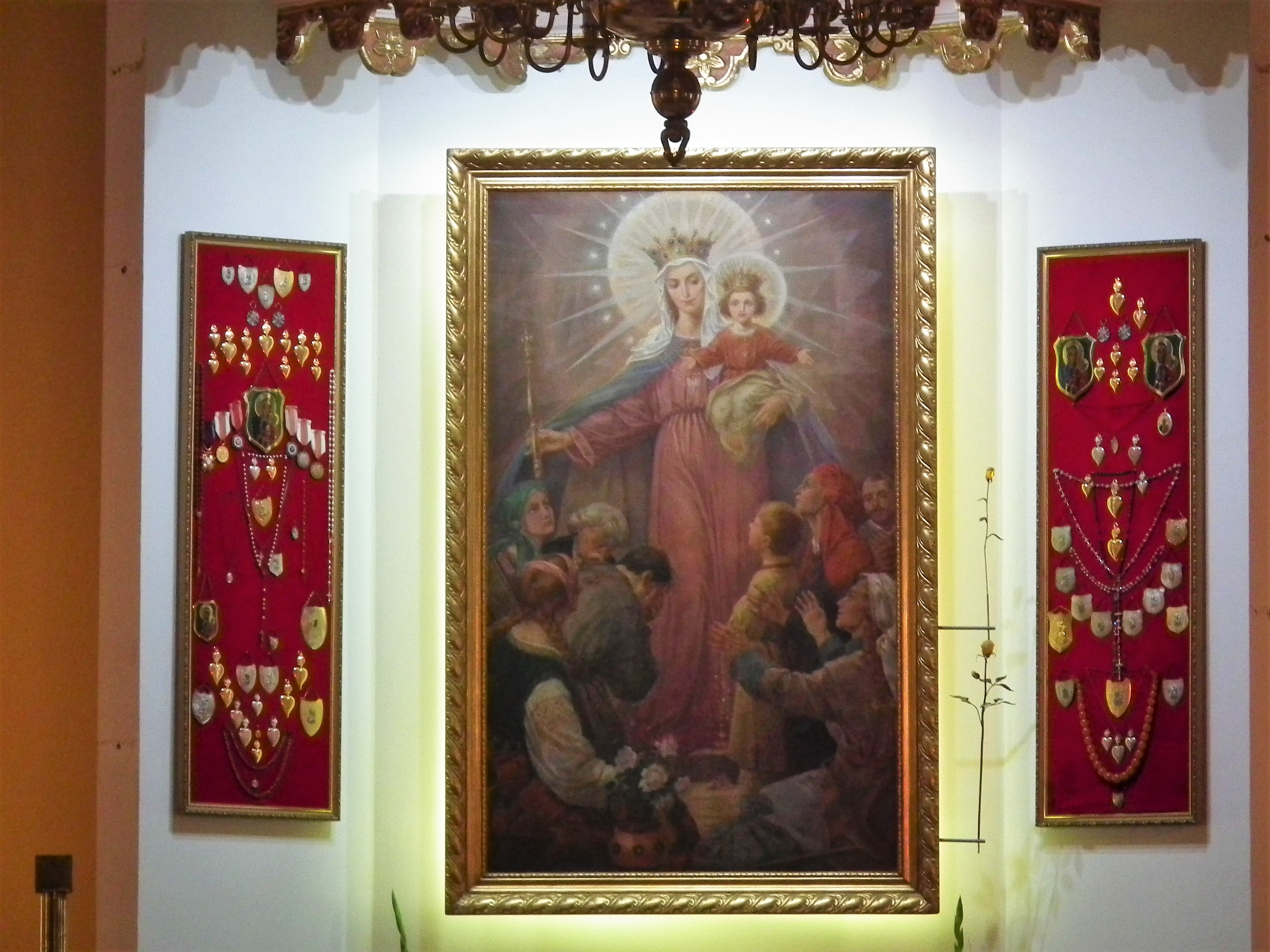
Obraz Maryi Wspomożenia w Miastku
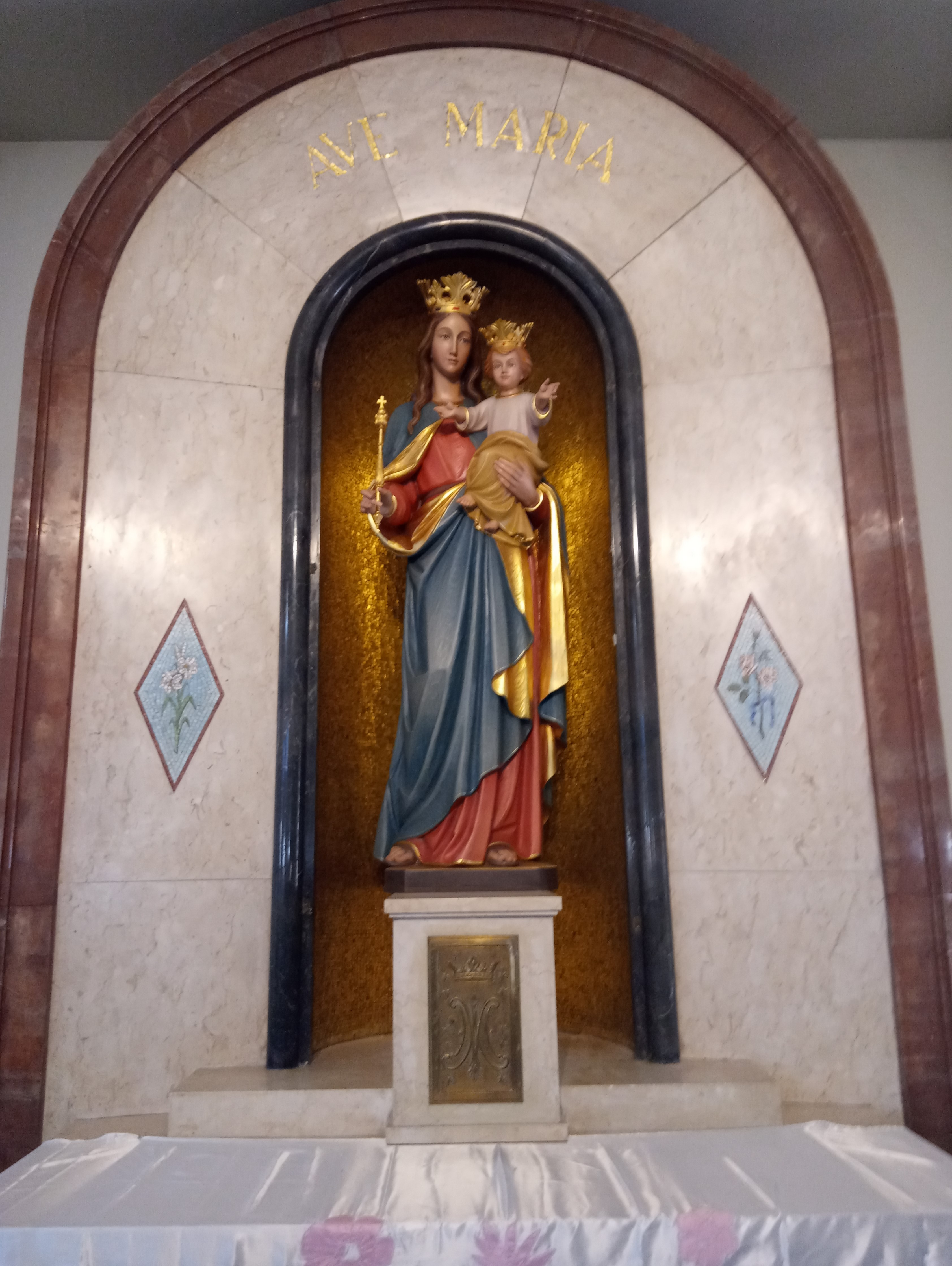
Figura Wspomożycielki w Panamie
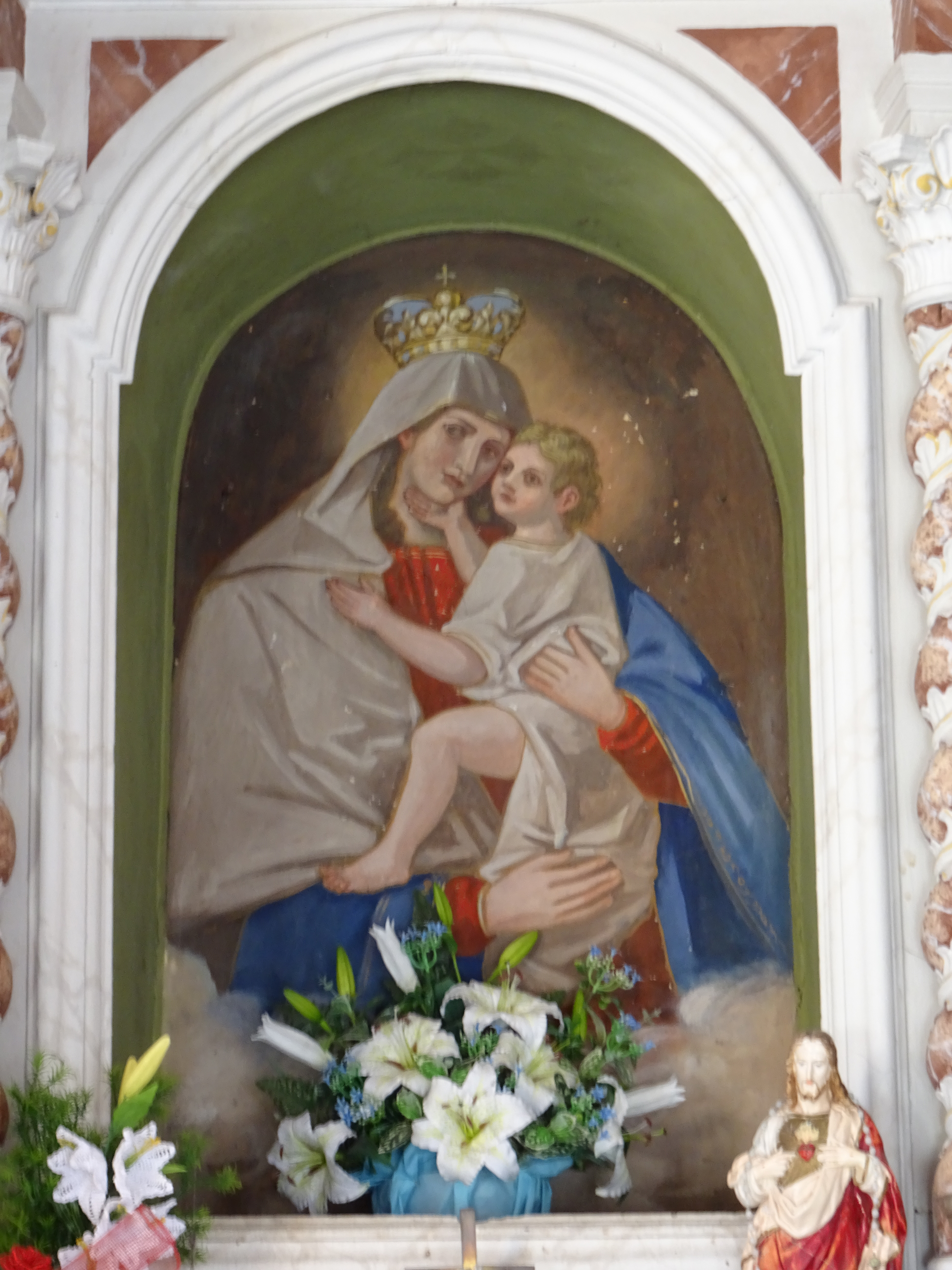
Kaplica Wspomożycielki z obrazem NMP w Claiano
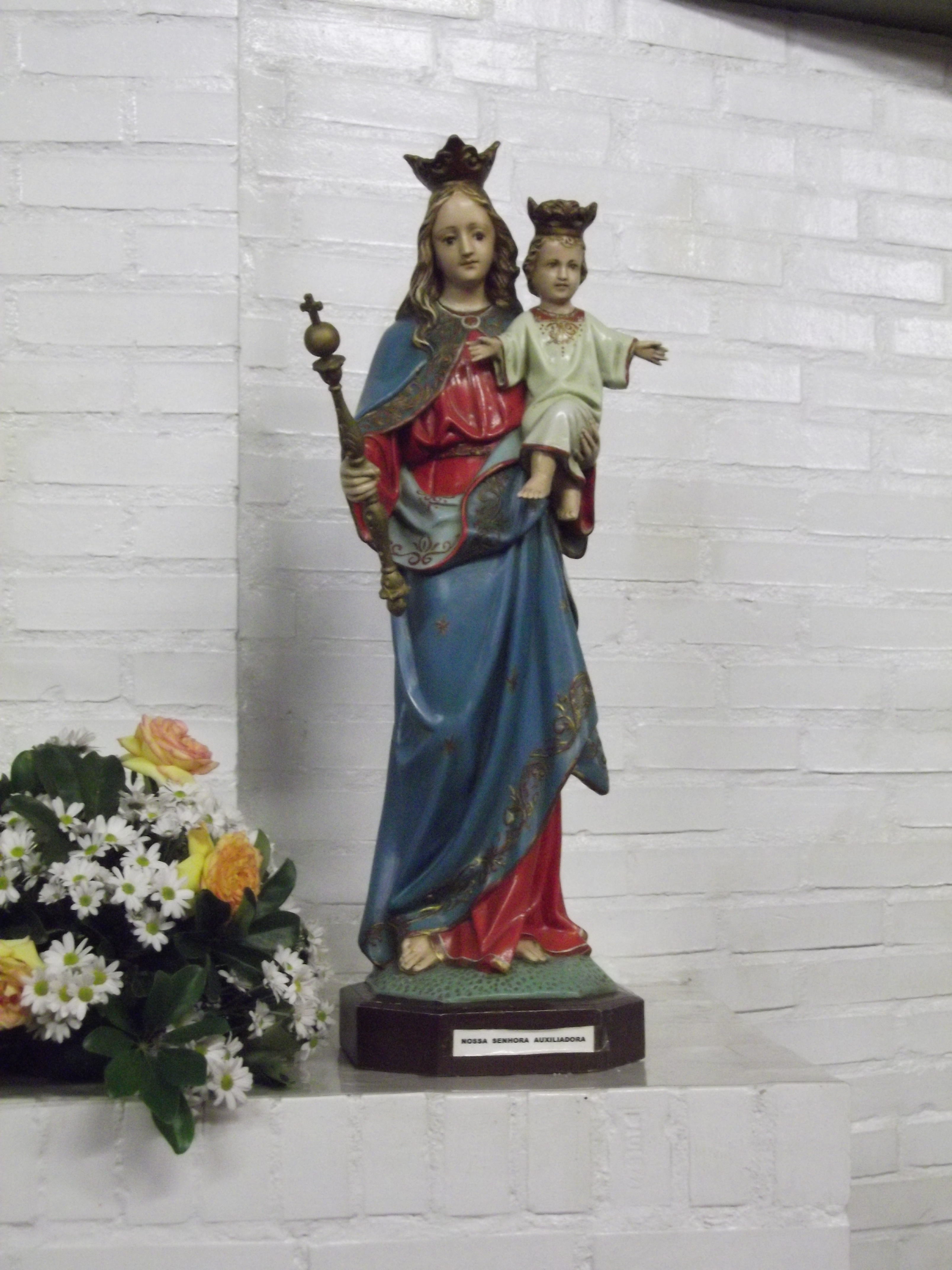
Figura NMP Wspomożenia w Brazylii
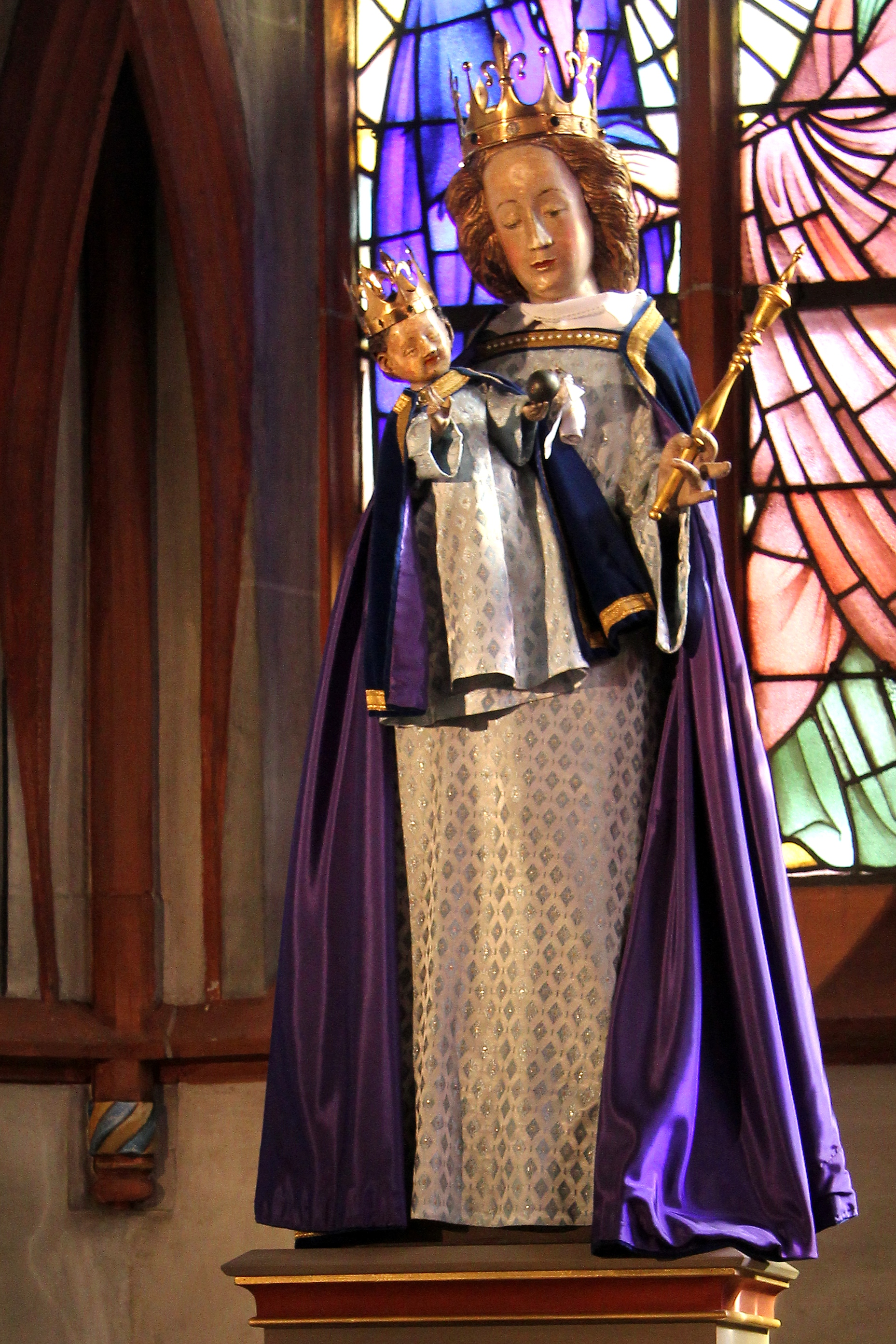
Matka Wspomożenia w Koblenz
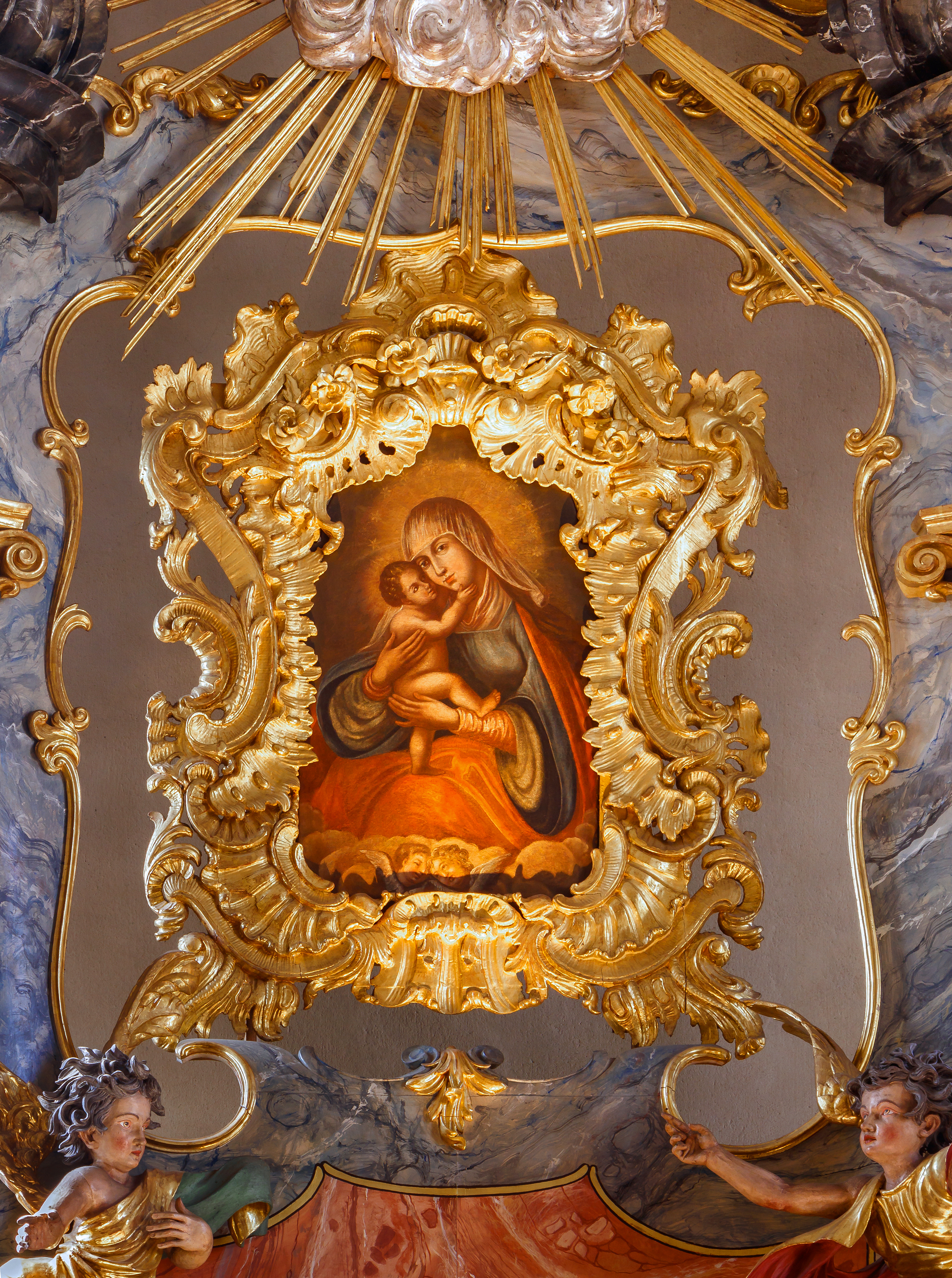
Maryja Wspomożenia w Moosbronn (Niemcy)